# Dragon Ball Kai
A Dragon Ball Kai (ドラゴンボール改; Doragon Bóru Kai) japán animesorozat, ez tulajdonképpen a Dragon Ball Z felújított változata. 2009-ben elkezdték, majd végül 2014-ben ismét folytatják a sorozat HD-minőségű revízióját, a Dragon Ball Kai-t. Ez tulajdonképpen az eredeti epizódok digitális felújítása volt, kivágva belőle szinte minden olyan részt, amit az animátorok utólag tettek hozzá, tehát csakis olyan dolgok maradtak meg, melyek a mangában is olvashatóak.

## Története
Öt év telt el a Dragon Ball eseményei óta, amikor Son Goku feleségül vette Chi-Chi-t. Kettejüknek született egy közös gyereke is, Son Gohan, aki nagyon tehetséges lenne, de az anyja azt szeretné, ha inkább tanulna, és nem foglalkozna a harcművészetekkel. Egy nap azonban minden megváltozik, amikor egy különös idegen, Raditz érkezik a Földre. Önmagát csillagharcosnak, Son Gokut pedig a testvérének nevezi, aki szintén egy volt közülük, feladata pedig a Föld elfoglalása lett volna, amely azonban egy gyerekkori súlyos fejsérülés miatt elfelejtődött. Mivel Goku nem hajlandó közéjük állni, Raditz elrabolja a fiát, nem sokkal később pedig végez Gokuval. Míg a kristálygömbök segítségével fel nem támasztják, hogy szembeszállhasson Nappával és Vegitával, a két másik csillagharcossal, az ősellenségből szövetségessé előlépő Ifjú Sátán vállalja a feladatot, hogy tréningezi Son Gohant.
A csillagharcosokkal való összecsapás azonban csak a kezdet, mert Goku és társai megindulnak a világűrbe, ahol különféle gonosz hódítókkal kell szembenézniük. A Namek bolygón, Ifjú Sátán szülőbolygóján találkozik a zsarnoki Dermesztővel és csatlósaival, aki felelős a csillagharcosok kipusztulásáért. A vele vívott küzdelem során sikerül Son Gokunak elérnie a különlegesen ritka szuper csillagharcos szintet. Hosszú és fáradalmas küzdelem után azonban egy fiatalember, Trunks érkezik, aki állítása szerint a jövő apokaliptikus világából érkezett megmenteni a Földet. Felhívja a figyelmet arra, hogy a Goku által rég legyőzött Vörös Szalag sereg tudósa, Dr. Gero különösen erős androidokat tervezett, melyek azért léteznek, hogy bosszút álljanak. Ám ez semmi, mert az őrült tudós létrehozott egy különleges lényt, Cellt, aki az androidok magába olvasztásával tud tökéletesedni és erősödni. Cell mindenkinél erősebbnek bizonyul, és megrendezi saját harcművészeti tornáját, melyen aztán Son Gohan végez vele.
Hét évvel ezután egy Majin Buu nevű varázslatos teremtménnyel gyűlik meg a harcosok baja, akit végül Goku saját egyedi támadásával öl meg. Tíz évvel ezután azonban Buu reinkarnálódik emberi testben, mint Uub. Egy harcművészeti tornán küzd meg Gokuval, ahol azonban nem bírnak egymással, ezért Goku elviszi őt magával tréningezni.

### japán
- Hivatalos Toei Animation Dragon Ball website
- Hivatalos Toei Animation Dragon Ball Z website
- Hivatalos Toei Animation Dragon Ball GT website
- Hivatalos Toei Animation Dragon Ball Kai website
- Fuji TV Dragon Ball
- Fuji TV Dragon Ball Z
- Fuji TV Dragon Ball GT
- Shueisha Dragon Ball Z

### magyar
- Dragonball Flash Játékgyűjtemény
- Dragon Ball Z GT Website